# Primera misa en Brasil

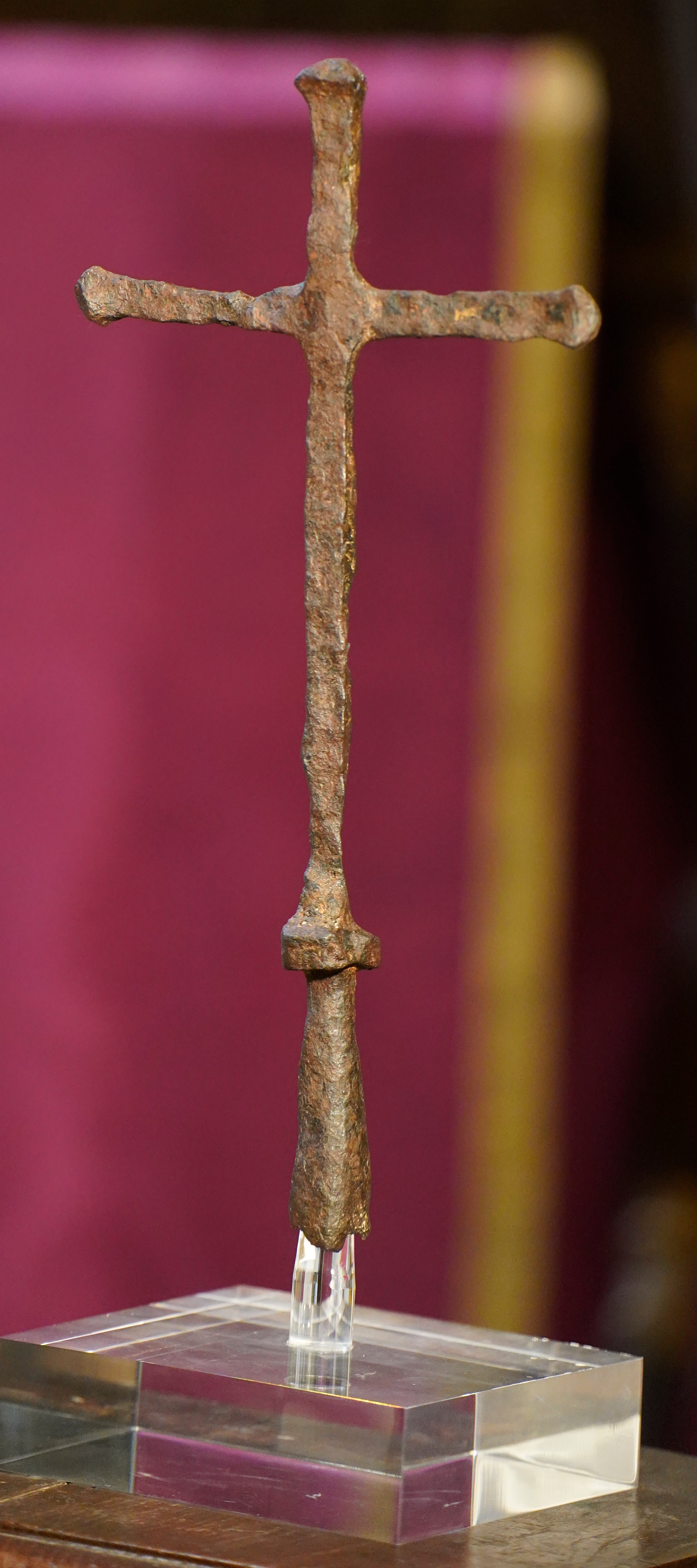
Cruz de Primera misa en Brasil en la Catedral de Braga

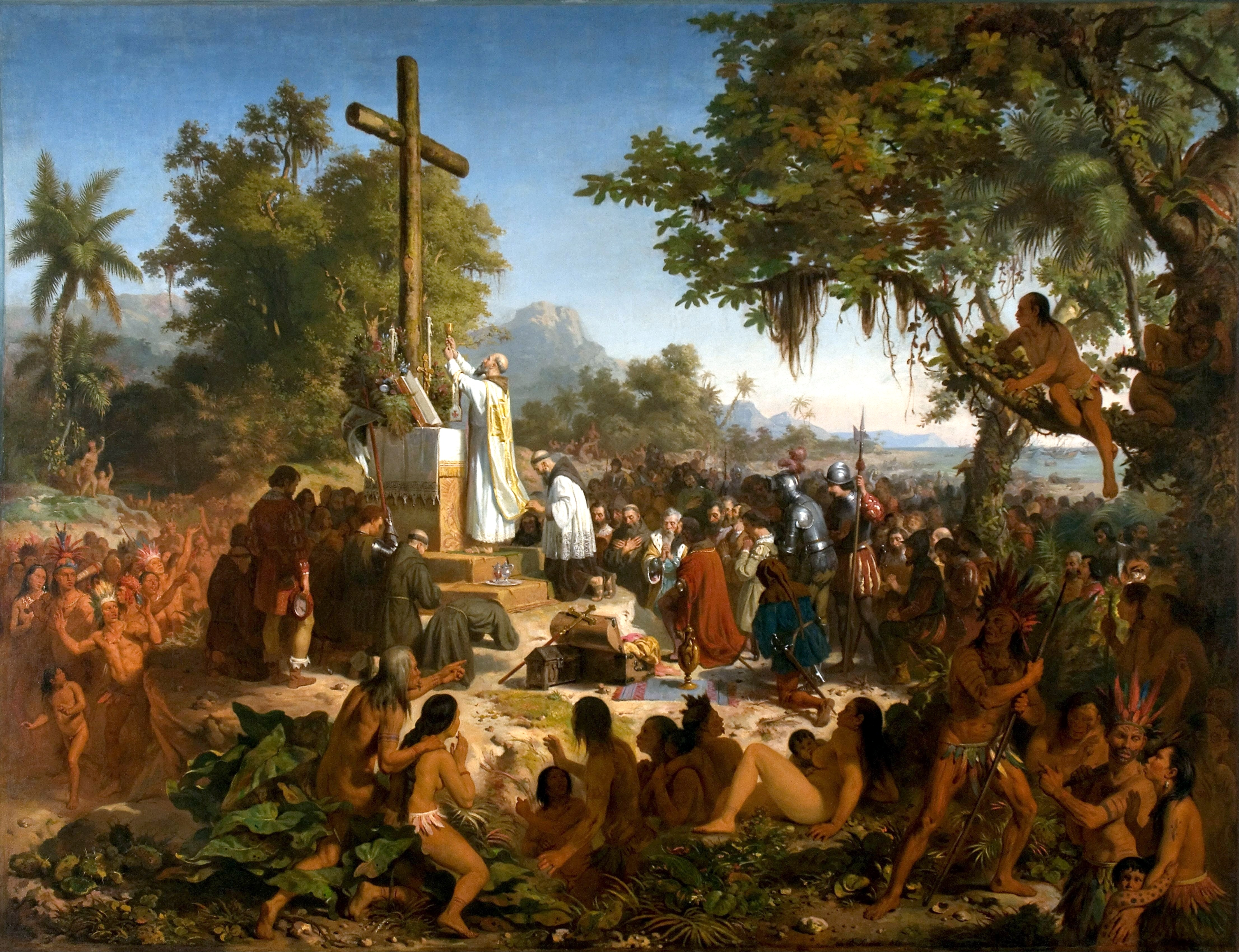
Detalle de la A Primeira Missa no Brasil, obra de Victor Meirelles (1861)

La primera misa en Brasil fue celebrada por Henrique de Coímbra el 26 de abril de 1500, un domingo, en la playa de la Corona Roja, en Santa Cruz Cabrália, en el litoral sur de Bahía. Fue un marco para el inicio de la historia de Brasil y descrita por Pero Vaz de Camina en la carta que envió al rey de Portugal, D. Manuel I (1469-1521), dando cuenta de la llegada a Brasil, entonces Isla de Hube Visto Cruz, por la armada de Pedro Álvares Cabral que se dirigía a la India.

## Cuadro
El momento se encuentra retratado en un cuadro, La Primera Misa en Brasil, una de las principales obras de Victor Meireles, pintado en 1860. 
El cuadro fue clasificado y expuesto en el Salón de París de la Academia de Bellas Artes en 1861.

## Dia festivo
El día es aún marcado como festivo, en Portugal, en el municipio de Belmonte, tierra natal de Cabral. 